# البارونات (مسلسل)
البارونات هو مسلسل كويتي درامي من نوع خاص يناقش العديد من القضايا التي تخص الطبقة البرجوازية في مجتمعنا وقد تم تقسيم هذه الطبقة إلى جانبين جانب إيجابي يمثله الفنان جاسم النبهان وجانب سلبي يمثله الفنان عبد العزيز جاسم، المسلسل من تأليف حمد بدر وإخراج منير الزعبي ويضم نخبة من الفنانين من بينهم مشعل الجاسر ومحمود بوشهري وهدى الخطيب. وشيماء علي.